# Dirty Vegas
Dirty Vegas es un dúo de música house británico ganador del Grammy. Sus miembros son: Ben Harris y Paul Harris (sin parentesco) en los instrumentos y producción, y Steve Smith como vocalista.

## Trayectoria
En 2001, lanzan su sencillo debut "Days Go By", tal vez, el más exitoso de su carrera musical, llegando a ocupar el puesto #14 en el Billboard Hot 100 de los Estados Unidos y el puesto #16, en el Reino Unido, en su relanzamiento como sencillo. Gracias a esta canción, en 2003, se adjudican ganadores del Premio Grammy en la categoría "Mejor grabación dance".
La banda lanzó dos álbumes en estudio, su autotitulado en 2002 y One, en 2004, antes de disolverse en 2005. Dos de sus miembros emprendieron sus carreras en solitario, Paul Harris continuó desempeñándose como DJ y productor, y Steve Smith participando como vocalista en producciones para otros artistas, como Steve Mac.
En 2008, deciden retornar a producir con la banda, y lanzan una serie de sencillos como "Pressure", "Changes" y "Tonight", que luego fueron incluidos en su tercer álbum de estudio, Electric Love, lanzado en abril de 2011.
En septiembre de 2015 editaron su cuarto álbum de estudio titulado Photograph a través de la discográfica d:vision.

## Discografía

### Álbumes
Álbumes de estudio
1. Dirty Vegas (4 de junio del 2002) #40 UK
2. One (18 de octubre del 2004)
3. Electric Love (26 de abril del 2011)
4. Photograph (11 de septiembre del 2015)

Álbumes de remixes
- A Night At The Tables por Dirty Vegas Sound System (2003)
- The Trip (2003)

### Sencillos
- "Brazilian" (2001)
- "Days Go By" (2001) #14 EUA (Hot 100), #1 EUA (Dance Charts); #27 (UK 2001) y #16 (UK 2002 Relanzamiento) (UK Singles Chart)
- "Ghosts" (2002) #31 UK
- "Throwing Shapes" (2002)
- "Simple Things EP" (2003)
- "Walk Into the Sun" (11 de octubre del 2004) #1 EUA (Dance Charts); #54 UK
- "Pressure" (2009)
- "Changes" (2009), #19 EUA Dance
- "Tonight" (2009)
- "Crimson Sun" (con Sultan & Ned Shepard) (2009)
- "Love Me Better" (con Essenvee) (2010)
- "Electric Love" (2011), #27 EUA Dance
- "Little White Doves" (2011), #38 EUA Dance
- "Emma" (2012)
- "Somebody To Love" (Sultan & Ned Shepard vs. Thomas Sagstad con Dirty Vegas) (2012)
- "Safe From Harm" (David Tort con Dirty Vegas) (2012)
- "Let the Night" (2013)
- "Setting Sun" (2014)
- "Save a Prayer" (2015)
- "Do What You Feel" (2015)

### Remixes
- 2001: Par-T-One vs INXS – I'm So Crazy (Dirty Vegas Club Mix)
- 2001: H-Two – Release (Dirty Harry Live Excursion)
- 2002: M Factor feat. Steve Edwards– Mother (Are You Ready To Play?) (Dirty Vegas Remixes)
- 2002: Madonna – Die Another Day (Dirty Vegas Main Mix)
- 2003: Justin Timberlake – Cry Me A River (Dirty Vegas Remixes)
- 2003: The Dandy Warhols – You Were The Last High (Dirty Vegas Main Mix)
- 2006: Avalon Superstar feat. Rita Campbell – All My Love (Dirty Vegas Mix)
- 2009: Ladytron – Tomorrow (Dirty Vegas Club Remix)
- 2009: Dizzee Rascal feat. Calvin Harris & Chrome – Dance Wiv Me (Dirty Vegas Remix)
- 2009: Nightriders – Take My Hand (Dirty Vegas Remix)
- 2009: Death Metal Disco Scene – 21 (Dirty Vegas Remix)
- 2010: Groove Armada feat. Will Young – History (Dirty Vegas Remix)
- 2010: Underworld – Bird 1 (Dirty Vegas Remix Exclusive)
- 2011: The Rapture – How Deep Is Your Love (Dirty Vegas Bootleg)
- 2014: Miguel Verdolva – O Superman (Dirty Vegas 'Let's Get Tropical' Remix)
- 2014: Ozark Henry feat. Elisa – We Are Incurable Romantics (Dirty Vegas Remix)
- 2014: Steve Angello feat. Dougy – Wasted Love (Dirty Vegas Remix)